# Mimocalothyrza speyeri
Mimocalothyrza speyeri là một loài bọ cánh cứng trong họ Cerambycidae.